# AERV
Das Armoured Engineer Reconnaissance Vehicle (kurz: AERV) ist ein indischer Pionierpanzer, der auf der Wanne des Sarath, einer indischen Lizenzversion des BMP-2, basiert. Entwickelt und hergestellt wird er vom indischen Rüstungskonzern Defence Research and Development Organisation (DRDO).

## Technik
Das AERV ist ein spezielles Aufklärungsfahrzeug, welches das Gelände nach pioniertaktischen Gegebenheiten untersuchen soll. Dafür ist es mit spezieller Aufspürungs- und Datenübermittlungstechnik ausgerüstet. Die Ausrüstung umfasst neben einem Laserentfernungsmesser und einem Navigationssystem auch geometrische oder physikalische Messgeräte. Des Weiteren ist ein Flussprofil-Echograf verbaut, mit welchem neben der Fließgeschwindigkeit auch eine Aufnahme des Bodenprofils von stehenden und fließenden Gewässern durchgeführt werden kann. Zudem verfügt der Panzer über ein Markierungsgerät mit insgesamt 50 Fähnchen, das bei Bedarf von der Oberseite des Fahrzeuges auf die linke Fahrzeugseite geklappt werden kann. Dadurch kann für nachfolgende Armeeeinheiten der Weg abgesteckt werden. Die durch den AERV erhobenen Messwerte werden mithilfe mitgeführter Computertechnik verarbeitet und anschließend an übergeordnete Stäbe übertragen.
Der Panzer ist ohne Vorbereitung schwimmfähig und die Insassen sind gegen ABC-Wirkung geschützt. Die Besatzung besteht aus zwei bis drei Mann. Der Fahrer sitzt links vorn neben dem Motor. Das Fahrzeug ist unbewaffnet und verfügt nur über insgesamt sechs Nebelmittelwurfbecher.

## Nutzer
- Indien – Seit 2019 befinden sich 12 AERV im Dienst der Indischen Armee.[2]